# Estadio San Vito-Gigi Marulla
El Estadio Municipal San Vito "Gigi Marulla" es un estadio de fútbol de Cosenza situado en el distrito de San Vito, en la margen derecha del arroyo Campagnano.
Es el segundo estadio más grande de Calabria con un total de 20.987 asientos distribuidos en cuatro sectores y ha albergado partidos de Cosenza Calcio desde 1964. El campo de juego está situado a una altitud de 232,5 metros sobre el nivel del mar.
Originalmente llamado "estadio San Vito", a partir del 21 de septiembre de 2015 adoptó su nombre actual en memoria del futbolista Luigi Marulla, abanderado del club de Sila fallecido ese mismo año.

## Historia

### Proyecto e inauguración
El proyecto principal fue elaborado por la oficina técnica municipal, a partir del informe del ingeniero Terenzio Tavolaro, a partir del 7 de octubre de 1958, pero el inicio de las obras data del 19 de enero de 1961. El primer lote de obras, por un importe de 214 millones, fue terminado por la Compañía Vincenzo Gallo de Cosenza el 18 de marzo de 1963; mientras que el segundo lote, por un importe ligeramente inferior al primero, contratado el 23 de octubre de 1963, quedó terminado en julio del año siguiente.
La inauguración oficial del estadio San Vito se remonta al 4 de octubre de 1964, con motivo del partido de campeonato Cosenza-Pescara (2-1); El encuentro fue precedido por una ceremonia celebrada en el Palazzo dei Bruzi con la participación del alcalde de la ciudad, Mario Stancati, las autoridades municipales y el presidente regional del CONI Oreste Granillo.
El proyecto inicial preveía las dos gradas oeste y este (llamadas A y B respectivamente) y sólo la Curva Sud destinada a los aficionados locales para un total de 19.200 asientos y esto implicaba su inusual e inicial forma de herradura.

### Cambios a lo largo de los años
A finales de los años setenta se construyó un foso para separar las gradas del terreno de juego, tras graves accidentes durante un partido con el Paganese que le costaron a San Vito una larga descalificación.
En 1983 se añadió el sistema de iluminación, y entre finales de los años ochenta y principios de los noventa, tras el ascenso del equipo de la ciudad a la Serie B, el estadio sufrió numerosas modificaciones y ampliaciones. La más significativa es la construcción de la Curva Norte (1993), en sustitución de la "jaula" destinada a los aficionados visitantes y creada en el stand B a partir de 1988. La renovación, que también incluye el stand A con la creación de una galería de prensa suspendida, elevó la capacidad del estadio a alrededor de 24.000 asientos.
En el verano de 2018, tras el ascenso de los Wolves a la Serie B, el municipio de Cosenza inició obras de renovación: se reemplazó el césped y se instalaron asientos rojos y azules en todos los sectores, lo que redujo ligeramente la capacidad de las instalaciones a la actual. 25.827 asientos, pero en general ha mejorado la calidad del estadio, que se ha vuelto más confortable, agradable desde el punto de vista estético y ha elevado la calidad y la contemporaneidad del material utilizado.

### El estadio hoy

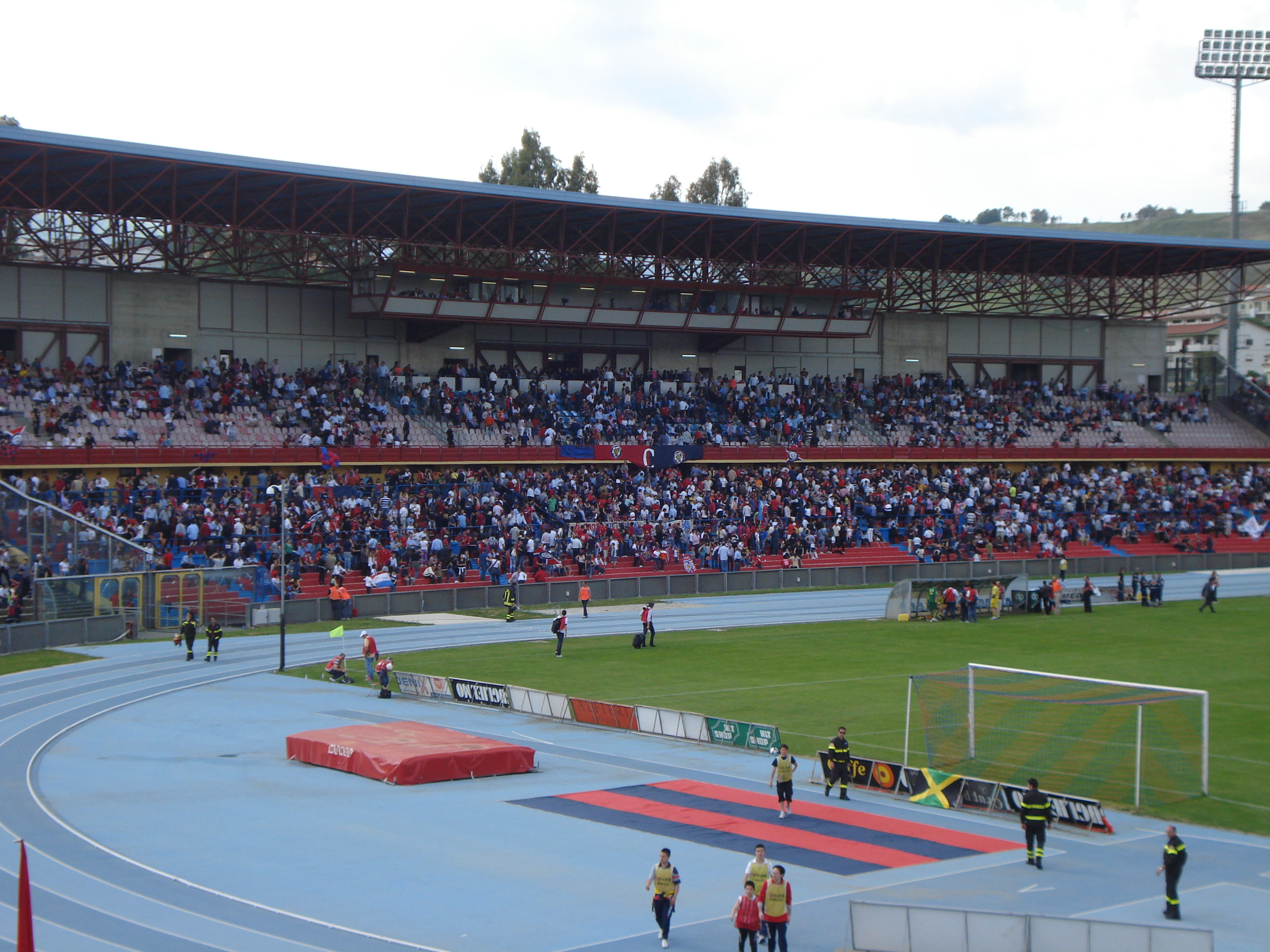
Tribuna A del estadio San Vito de Cosenza en un partido del Cosenza Calcio 1914 del campeonato de Segunda División Lega Pro 2008-2009

El estadio municipal San Vito - Gigi Marulla presenta hoy:
- un rectángulo cubierto de césped de 105 × 70 m;
- una pista de atletismo de 6 carriles y 400 m de longitud, con dos rectas interpuestas de 125 m cada una (construida en 2007);
- dos áreas destinadas a juegos y competiciones atléticas, adyacentes y exteriores a las rectas de la pista;
- un foso divisorio que separa el campo de juego de las gradas destinadas a los espectadores;
- una escalera curva, denominada "Curva Sud Donato Bergamini", con asientos descubiertos hacia el sur, divididos en cinco sectores de 8 filas cada uno y dos de 7 filas cada uno, para un total de 6.024 asientos;
- una tribuna al oeste, parcialmente cubierta, dividida en tres sectores, dos de los cuales tienen 8 filas de asientos y uno de 7 filas, para un total de 4.849 asientos. La parte superior, cubierta, cuenta con 2.282 butacas numeradas, con sillones rojos, verdes y azules mientras que la parte inferior cuenta con 2.567 plazas. El sector también incluye una larga cabina suspendida reservada a los periodistas, utilizada como galería de prensa.
- una tribuna al este (llamada Tribuna B Piero Romeo), de similares características a la anterior, con una capacidad total de 3.685 asientos, de los cuales 1.187 en la parte superior cubierta y numerada y 2.567 asientos descubiertos en la parte inferior;
- una escalera curva, denominada "Curva Nord Massimiliano Catena", con 6.420 asientos al norte, de los cuales 4.432 reservados para la afición local y 1.988 para el sector visitante.

El estadio está dotado de un número de butacas igual a la capacidad total distribuidas en todos los sectores.
La capacidad total del estadio, tras las obras de ampliación y renovación, es de 25.827 espectadores. Las obras de adaptación al decreto de Pisanu finalizaron en el verano de 2008 con la instalación de los torniquetes y las cámaras del circuito cerrado, así como la pintura de los sectores del estadio y la reducción del aforo efectivo a 9.868 asientos, mediante la cierre de la Curva Norte. En la temporada 2019-2020, con la reapertura de la curva norte, el estadio finalmente es utilizable en su totalidad.

## Eventos deportivos

### Fútbol
Partidos de la selección italiana
El estadio de San Vito fue sede de un partido de la selección de fútbol de Italia, válido para las eliminatorias para el campeonato europeo de 1968 y disputado el 1 de noviembre de 1967 contra Chipre, que terminó con un marcador de 5-0 a favor de los azzurri.
Partidos del club
Aunque Cosenza Calcio nunca ha llegado a la Serie A, en San Vito se han disputado tres partidos de la máxima categoría, debido a suspensiones o indisponibilidad del campo local de Catanzaro (dos veces) y Catania. Curiosamente los tres partidos acabaron con victoria del equipo visitante por 2 a 1:
- 28 de noviembre de 1976, Catanzaro-Bolonia 1-2[3]
- 20 de marzo de 1983, Catanzaro-Cagliari 1-2[4]
- 21 de abril de 1984, Catania-Genoa 1-2.[5]

El 24 de julio de 2010 acogió el partido amistoso entre la Juventus y el Olympique de Lyon, que terminó 2-1 para los bianconeri con goles de Alessandro Del Piero y Simone Pepe.
El 6 de agosto de 2016, San Vito-Marulla acogió el partido amistoso entre Crotone y Atlético de Madrid, que finalizó con resultado 0-2. El Atlético de Madrid debía enfrentarse al Galatasaray en el Türk Telekom Stadium de Estambul, pero debido al Intento de golpe de Estado de Turquía de 2016 el partido fue cancelado. Crotone propuso como sustituto y disputó el partido amistoso en el estadio de Cosenza.

### Rugby
Partidos de la selección italiana sub-20
El 25 de febrero de 2011, San Vito acogió un partido del Torneo de las Seis Naciones Sub-20 entre la selección italiana y Gales. Fue la primera actuación de una selección nacional de rugby en Calabria; el partido terminó con la victoria galesa 46-15.

## Eventos extradeportivos

### Conciertos
El estadio San Vito-Gigi Marulla ha acogido conciertos de artistas como:
- Antonello Venditti (1987, 1992, 1996)
- Sting (1993)
- Eros Ramazzotti (1998)
- Lùnapop (2000)
- Australian Pink Floyd (2003)
- Deep Purple (2003)
- Claudio Baglioni (1986, 2004)
- Bob Dylan (2006)
- Vasco Rossi (1989, 1996, 1999, 2007)
- Luciano Ligabue (2002, 2008) y
- Zucchero (1993, 2011).